# Mama Mirabelles Tierkino
Mama Mirabelles Tierkino (Originaltitel: Mama Mirabelle’s Home Movies) ist eine britisch-amerikanische Zeichentrickserie, die zwischen 2007 und 2008 produziert wurde. Die Serie richtet sich an Vorschulkinder und soll ihnen Wissen über Länder, Tiere und Pflanzen sowie einen rücksichtsvollen Umgang mit der Natur vermitteln.

## Handlung
Mehrere Tierkinder in der afrikanischen Savanne haben unterschiedliche Fragen, die sie der Elefantendame Mama Mirabelle stellen. In ihrer Filmsammlung, die aus Tierdokumentationen von National Geographic und BBC besteht, findet sie dann immer eine passende Antwort auf die Frage. Mama Mirabelle ist bereits durch die ganze Welt gereist, hat viele Abenteuer erlebt und sich so Wissen und Erfahrung angeeignet.

## Produktion und Veröffentlichung
Die Serie wurde zwischen 2007 und 2008 produziert und entstand in britisch-amerikanischer Zusammenarbeit. Dabei sind 52 Folgen entstanden. Regie führte Leo Nielsen. An der Musik beteiligten sich Lester Barnes, David Beal und Jeffrey Clyburn. Hierbei kommen afrikanische Musik und Lieder von Vanessa Williams zum Einsatz, die das Geschehen untermalen sollen.
Die deutsche Erstausstrahlung fand am 7. April 2008 im Disney Channel statt. Im Free-TV wurde die Serie erstmals am 17. August 2009 auf KIKA ausgestrahlt. Weitere Ausstrahlungen erfolgten ebenfalls auf ORF eins, Disney Junior und Playhouse Disney.
Für einige Belustigung unter Erwachsenen sorgte Episode Nr. 4, in deren deutscher Version vielfach das (für Erwachsene) doppeldeutige Wort „Schwanz“ auftauchte.

## Episodenliste
| Nr. | deutscher Titel                               | englischer Titel                             | deutsche Erstausstrahlung |
| 1   | Das Schlammbad                                | Muddy Wonderland                             | 7. April 2008             |
| 2   | Jemand zuhause?                               | Anybody Home                                 | 8. April 2008             |
| 3   | Spielend lernen                               | Play’s The Thing                             | 9. April 2008             |
| 4   | Schweif, Schwanz und Wedel                    | What’s In A Tail                             | 10. April 2008            |
| 5   | Gestreifte Geschwister                        | Baby Of A Different Stripe                   | 11. April 2008            |
| 6   | Genüssliches Grasen                           | Gourmet Grazing                              | 14. April 2008            |
| 7   | Schlafende Wombats                            | Sleep With Wombats                           | 15. April 2008            |
| 8   | Der Hilferuf                                  | Tell Me About It                             | 16. April 2008            |
| 9   | Eigene Wege gehen                             | Elephant Walk                                | 17. April 2008            |
| 10  | Die Klänge der Savanne                        | Sounds Of The Savannah                       | 18. April 2008            |
| 11  | Der trompetende Junge                         | The Boy Can Blow                             | 21. April 2008            |
| 12  | Helfende Freunde                              | A Little Help From My Friends                | 22. April 2008            |
| 13  | Die Veränderung                               | Change Is Gonna Come                         | 23. April 2008            |
| 14  | Suchen und verstecken                         | Hide And Go Seek                             | 25. April 2008            |
| 15  | Ich mag keine Schlangen und Spinnen           | I Don’t Like Spiders And Snakes              | 28. April 2008            |
| 16  | Augen, Ohren, Nasen, Rüssel                   | Eyes, Ears, Noses, Trunks                    | 29. April 2008            |
| 17  | Der König der Savanne                         | Kings & Queens Of The Savanna                | 30. April 2008            |
| 18  | Ob groß oder klein, jeder kann besonders sein | All Creatures Great And Small                | 2. Mai 2008               |
| 19  | Spuren im Sand                                | Footprints In The Sand                       | 5. Mai 2008               |
| 20  | Heute hier, morgen fort!                      | Here Today Gone Tomorrow                     | 6. Mai 2008               |
| 21  | Gut beobachtet!                               | I Spy                                        | 7. Mai 2008               |
| 22  | Niemand ist perfekt!                          | Nobody’s Perfect                             | 8. Mai 2008               |
| 23  | Der Detektiv der Savanne                      | Sam Spades Of The Savannah                   | 9. Mai 2008               |
| 24  | Gesunde Gewohnheit                            | Healthy Habits                               | 13. Mai 2008              |
| 25  | Gruselige Geräusche                           | Things That Go Yip Howl Screech In The Night | 14. Mai 2008              |
| 26  | Das wunderschöne Windelkind                   | You Must Have Been A Beautiful Baby          | 15. Mai 2008              |
| 27  | Das Savannen Kwanzaa                          | A Savannah Kwaanza                           | 7. Juni 2008              |
| 28  | Knack den Code                                | Cracking The Code                            | 7. Juni 2008              |
| 29  | Die Futtersuche                               | Trumpet While You Work                       | 9. Juni 2008              |
| 30  | Komm raus!                                    | Come Out Of Your Shell                       | 10. Juni 2008             |
| 31  | Hitze und Kälte                               | Hot And Cold Running Critters                | 11. Juni 2008             |
| 32  | Warum Zebras nicht fliegen können             | Why Zebras Can’t Fly                         | 12. Juni 2008             |
| 33  | Der feine Unterschied                         | Spot The Difference                          | 13. Juni 2008             |
| 34  | Reisen mit Mama                               | Travels With Mama                            | 16. Juni 2008             |
| 35  | Die Super Duper Helden der Savanne            | Super Duper Savannah Animals                 | 17. Juni 2008             |
| 36  | Galapagos Geschichten                         | Tails Of The Galapagos                       | 18. Juni 2008             |
| 37  | Lustiger Lebensraum                           | Happy Habitats                               | 19. Juni 2008             |
| 38  | Das Schlaflied                                | Savannah Lullaby                             | 20. Juni 2008             |
| 39  | Außer Reichweite                              | Out Of Reach                                 | 23. Juni 2008             |
| 40  | Pfötchen geben!                               | It Gives You Paws                            | 24. Juni 2008             |
| 41  | Familienangelegenheiten                       | Family Style                                 | 25. Juni 2008             |
| 42  | Vorhang auf!                                  | Courtain Up                                  | 26. Juni 2008             |
| 43  | Hör zu!                                       | Listen Up                                    | 27. Juni 2008             |
| 44  | Schönes schlechtes Wetter                     | Rainy Day Blues                              | 30. Juni 2008             |
| 45  | Führe mich zum Wasser                         | Take Me To The Water                         | 1. Juli 2008              |
| 46  | Zurück nach Hause                             | Find Your Way Home                           | 2. Juli 2008              |
| 47  | Kuddelmuddel im Dschungel                     | Jumble In The Jungle                         | 3. Juli 2008              |
| 48  | Allein sein!                                  | Alone Together                               | 4. Juli 2008              |
| 49  | Immer der Nase nach                           | The Nose Knows                               | 7. Juli 2008              |
| 50  | Ich sehe was, was du nicht siehst             | Do You See, What I See                       | 8. Juli 2008              |
| 51  | Schon gehört?                                 | Have You Heard … ?                           | 9. Juli 2008              |
| 52  | Mamas Welt                                    | This Is Mama’s World                         | 10. Juli 2008             |